# ويليام غرانفيل هاستينغز
ويليام غرانفيل هاستينغز (بالإنجليزية: William Granville Hastings)‏ هو نحات أمريكي، ولد في 1868، وتوفي في 13 يونيو 1902.